# 時代の驕児
『時代の驕児』（じだいのきょうじ）は、1932年に公開された稲垣浩監督の日本のサイレント映画。

## スタッフ
以下のスタッフ名はKINENOTEに従った。
- 監督 - 稲垣浩
- 脚本 - 山上伊太郎
- 原作 - 山上伊太郎
- 撮影 - 石本秀雄

## キャスト
- 片岡千恵蔵 - 次郎吉[3][2]
- 田村邦男 - でっちり権三[3][2]
- 吉野朝子 - 文字春[3][2]
- 高津慶子 - おたか／中老[3][2]
- 宗春太郎 - 吉五郎[3][2]
- 香川良介 - 久蔵[3][2]
- 瀬川路三郎 - 桝安親分[2]
- 上村節子 - 女房おきの[3][2]
- 山口佐喜雄[2] - 乾分長吉[3]
- 小松みどり - 港屋の女将[3][2]
- 大谷正子 - だるまお福[3][2]
- 若松文男 - 下総屋主人[3][2]
- 稲田春子 - 下総屋女房[3]
- 橘昇子 - その娘お半[3][2]
- 林誠之助 - 桝安子分・留五郎[2]
- 高井保 - 同・銀平[2]
- 川島国夫 - 同・政吉[2]
- 成松和一[2] - 同・用心棒古川[3]
- 伍東精一 - 同・用心棒[3][2]
- 川田豊作[2] - たたき役人谷中[3]
- 渥美秀一郎[2] - 数取役久我[3]
- 市川友三郎 - 植木屋万公[3][2]
- 杉野寿一 - 浪人久保[3][2]
- 中村小夜子[2] - 九十九屋女中おせん[3]
- 山科文子 - 九十九屋女中おこん[3]
- 沢村寿三郎 - 巡回役人[3][2]
- 大虎福太郎 - 力士八ケ海[3][2]
- 市川左正 - 力士番ケ岳[3][2]
- 市川正之助 - 女衒[3][2]
- 小林三夫 - しじみ売り[3][2]